# Jang Jin
Dans ce nom coréen, le nom de famille, Jang, précède le nom personnel.
Jang Jin (장진), né le 24 février 1971 à Séoul, est un réalisateur, scénariste et acteur sud-coréen.

## Filmographie

### Réalisateur
- 1998 : Amazing Men (기막힌 사내들, Gimaghin sanaedeul)
- 1999 : The Spy (간첩 리철진, Gancheob Li Cheol-jin)
- 2001 : Guns and Talks (킬러들의 수다, Killerdeului suda)
- 2004 : Someone Special (아는 여자, Aneun yeoja)
- 2005 : Murder, ''Take One (박수칠 때 떠나라, Baksu-chiltae deonara)
- 2005 : If You Were Me 2 - segment Someone Grateful
- 2006 : La Lignée sacrée (거룩한 계보, Geo-rook-han-ge-bo)
- 2007 : My Son (아들, Adeul)
- 2009 : Good Morning President (굿모닝 프레지던트, Gutmoning peurejideonteu)
- 2010 : The Quiz Show Scandal (퀴즈 왕, Kwijeu Wang)
- 2011 : Romantic Heaven (로맨틱 헤븐, Romaentik hebeun)
- 2014 : Man on High Heels (하이힐, Hai-hil)
- 2014 : We Are Brothers (우리는 형제입니다, Urineun Hyeongjeibnida)